# Hana (zespół muzyczny)
Hana (jap. ハナ) – japońska grupa dziewcząt założona w 2025 roku w ramach programu „No No Girls” emitowanego w latach 2024–2025. Grupa powstała przy współpracy z raperką Chanminą oraz agencją muzyczną BMSG, której dyrektorem generalnym jest raper i piosenkarz SKY-HI.

## Historia
Grupa narodziła się w następstwie programu przesłuchań dla żeńskich grup „No No Girls”, którego producentką była Chanmina, a producentem wykonawczym SKY-HI.
31 stycznia 2025 roku Hana wypuściła przed debiutancki singel cyfrowy „Drop”. Z kolei swój debiutancki singel „Rose” grupa wydała 23 kwietnia.

## Członkinie
| Pseudonim | Pseudonim | Imię i nazwisko   | Imię i nazwisko | Data urodzenia      | Miejsce urodzenia  | Narodowość       |
| Chika     | チカ      | Chika Tariki      | 他力千佳        | 31 sierpnia 2004    | prefektura Fukuoka | Japonia          |
| Naoko     | ナオコ    | Naoko Fujii       | 藤井直子        | 23 sierpnia 2005    | prefektura Osaka   | Japonia          |
| Jisoo     | ジス      | Lee Jisoo         | 이지수          | 8 września 2000     | Inczon             | Korea Południowa |
| Yuri      | ユリ      | –                 | –               | 24 sierpnia 2006    | Tokio              | Japonia          |
| Momoka    | モモカ    | Momoka Takabatake | 髙畠百加        | 27 kwietnia 2004    | Tokio              | Japonia          |
| Koharu    | コハル    | Koharu Ino        | 井埜心晴        | 9 października 2005 | prefektura Saitama | Japonia          |
| Mahina    | マヒナ    | –                 | –               | 25 marca 2009       | Tokio              | Japonia          |

## Dyskografia

### Single
| Tytuł | Rok  | Najwyższa pozycja | Najwyższa pozycja  | Najwyższa pozycja | Sprzedaż    | Album               |
| Tytuł | Rok  | Lista przebojów   | Lista przebojów    | Lista przebojów   | Sprzedaż    | Album               |
| Tytuł | Rok  | Oricon            | Billb. JPN Hot 100 | Billb. Hot 200    | Sprzedaż    | Album               |
| ----- | ---- | ----------------- | ------------------ | ----------------- | ----------- | ------------------- |
| Drop  | 2025 | 20                | 13                 | —                 | JPN: —      | Singel spoza albumu |
| Rose  | 2025 | 3                 | 1                  | 111               | JPN: 30 169 | Singel spoza albumu |

## Wideografia

### Teledyski
| Tytuł  | Rok                                 | Reżyser | Przy. |        |      |            |        |
| ------ | ----------------------------------- | ------- | ----- | ------ | ---- | ---------- | ------ |
| Tytuł  | Rok                                 | Reżyser | Przy. | „Drop” | 2025 | Riku Ozama | [ 10 ] |
| „Rose” | Kim Young-jo, Yoo Seung-woo (Naive) | [ 11 ]  |       |        | 2025 |            |        |